# Castel Viscardo
Castel Viscardo település Olaszországban, Terni megyében. Lakosainak száma 2689 fő (2023. január 1.). Castel Viscardo Acquapendente, Allerona, Castel Giorgio és Orvieto községekkel határos.

## Népesség
A település népességének változása:
| Lakosok száma | 2910 | 2876 | 2689 |
|               | 2017 | 2018 | 2023 |